# Vaucouleurs
 Vaucouleurs  es una población y comuna francesa, en la región de Lorena, departamento de Mosa, en el distrito de Commercy. Es el chef-lieu y mayor población del cantón de Vaucouleurs.

## Demografía
| 3041 | 2846 | 2554 | 2511 | 2401 | 2289 |
| Para los censos de 1962 a 1999 la población legal corresponde a la población sin duplicidades (Fuente: INSEE [Consultar]) |      |      |      |      |      |